# Nymphidium omois
Nymphidium omois is een vlindersoort uit de familie van de prachtvlinders (Riodinidae), onderfamilie Riodininae.
Nymphidium omois werd in 1865 beschreven door Hewitson.